# Edward Wilkinson
Pour les articles homonymes, voir Wilkinson.
Edward Wilkinson (1902-1944) fut, pendant la Seconde Guerre mondiale, un agent britannique du Special Operations Executive (SOE), section F. Envoyé en France mi 1942, il fut arrêté un an après, emprisonné, déporté, et finalement exécuté.

## Identités
- État civil : Edward Mountford Wilkinson
- Surnom familier : Ted, ou Teddy
- Comme agent du SOE :
  - Nom de guerre (field name) : « Alexandre »
  - Code opérationnel : PRIVET (en français TROÈNE)
  - Pseudo à l'entraînement : Ernest (à vérifier)
  - Identité de couverture : Edmond Paul Monfort[1]

Parcours militaire :
- Royal Air Force Volunteer Reserve
- SOE, section F ; grade : Flying Officer ; matricule : 71123

## Sa famille
- Son père : Anglais, propriétaire d'une fabrique de porcelaine. Il meurt en 1936.
- Sa mère : Française, de souche alsacienne, dont la famille tenait un restaurant rue des Pyramides à Paris. Elle meurt en 1938.
- Ses frères :
  - George Wilkinson (1913-1944), également agent du SOE (chef du réseau HISTORIAN), fut parachuté en France, capturé par la Gestapo en juin 1944 près d'Orléans, et pendu à Buchenwald le 6 septembre.
  - Herbert Wilkinson, pilote de chasse, fut tué en combat en Tunisie.

## Biographie
1902. Naissance d’Edward Wilkinson le 27 juin à Saint-Louis (Missouri), États-Unis.
1904. Baptême protestant au Palais d'Orsay, Paris, le 26 juin.
Études au lycée Henri-IV, à Paris.
Retour aux États-Unis, où il devient pilote de course, disputant des épreuves sur le lac Salé.
Retour en France. Il fait la connaissance d’Yvonne Diebolt, mère de trois enfants, dont le mari ne veut pas divorcer.
Yvonne et Ted s'installent à Angers. Représentant chez Arthur-Martin, il place des appareils de chauffage dans sept départements, avec l'aide d'Yvonne.
1940. Edward s'enfuit en Angleterre et s'enrôle dans la Royal Air Force.
1941. Il se porte volontaire comme agent du SOE.
1942.
- Il suit la séquence d'entraînement d'un agent SOE :
  - Wanborough Manor : lecture de cartes, fonctionnement et utilisation d'un émetteur radio, techniques de sabotage, utilisation d'armes, combat à mains nues.
  - Arisaig, en Écosse : entraînement physique.
  - Beaulieu : vie clandestine, résistance aux interrogatoires, méthode de survie en pleine nature, avec travaux pratiques.
  - Londres : mise au point de sa fausse identité.
  - Beaulieu : ouverture de coffre-forts et de menottes, sabotages ferroviaires.
  - Ringway : saut en parachute.
- Juin. Dans la nuit du 1/2, un Halifax l'emmène de Tempsford. En compagnie de Benjamin Cowburn, il est parachuté blind (à l'aveuglette). La navigation ayant été très imprécise, le largage a lieu loin du point prévu : au lieu d'atterrir près de Bellac, ils se retrouvent près du Grand-Bourg (à 65 km) et se perdent de vue. Ils se retrouvent deux jours plus tard à Tarbes, ainsi qu'ils en étaient convenus dans ce cas. Ensemble, ils se rendent à Lyon pour rencontrer Virginia Hall « Marie », qui leur fournit un opérateur radio. Mais celui-ci demande un délai pour régler ses affaires personnelles. Ils vont alors à Paris, en passant la ligne de démarcation, tous les deux calés dans le réduit du tender, selon une méthode déjà expérimentée par Benjamin Cowburn. Arrivée à Bordeaux. Express de nuit pour Paris, où ils se séparent. Mais le radio tardant à arriver, ils se reverront régulièrement. Cowburn retourne à Lyon, toujours dans le tender, pour vérifier ce qui se passe. « Marie » lui apprendra que l'opérateur radio pressenti avait échoué à passer la ligne, et qu’il allait être remplacé par un opérateur plus débrouillard. De son côté, « Alexandre » prend le train pour Angers. Malgré le risque que cela représente, avec l'aide de sa femme, il commence à monter un petit réseau. Il retourne de temps en temps à Paris, dans l'attente de récupérer l'opérateur radio au point de rendez-vous prévu. Finalement il s'en présente un, mais au lieu de celui qu'il attendait, c'est Denis Rake « Justin » que Virginia Hall « Marie » a envoyé, mais sans poste émetteur. « Alexandre » découvre que « Justin » se produit dans les boîtes de Pigalle et qu'il est l'amant d'un officier de l'état-major de la Wehrmacht à Paris. Wilkinson demande à Rake de mettre un terme à sa liaison. Celui-ci commence par refuser. L'arrivée du poste émetteur tardant, « Alexandre » décide de retourner à Lyon auprès de « Marie ». « Justin » devant l'accompagner, doit rompre avec son amant. Ils repassent la ligne de démarcation et se rendent à Lyon auprès de « Marie », qui leur remet un poste émetteur. À cette occasion, « Alexandre » retrouve son camarade d'entraînement Richard Heslop « Fabien ». Le trio décide de repasser la ligne de démarcation près de Limoges.
- Août. Le 15, à Limoges, les trois hommes sont arrêtés par la Surveillance du territoire et incarcérés.

Récit de l'arrestation. À Limoges, « Alexandre » et Richard Heslop « Fabien » déposent Rake dans un café qui loue des chambres et s'installent eux-mêmes dans un hôtel. Le trio se retrouve pour dîner au restaurant de l'hôtel des Faisans. « Alexandre » et Richard Heslop « Fabien » s'abstiennent de mentionner où ils sont descendus. Rake pense qu'ils se méfient de lui. Il est ulcéré. Ils prennent rendez-vous pour le lendemain à 11 heures devant Les Faisans. Rake n'y est pas. Une règle de sécurité du SOE impose dans ce cas de ne pas insister. Pourtant, « Alexandre » et Richard Heslop « Fabien » insistent et font le tour du pâté de maisons. Ils sont arrêtés au moment où ils repassent devant Les Faisans. Trois heures auparavant, Rake a été arrêté à l'occasion d'un contrôle de police. Redoutant la curiosité de la logeuse, il avait bien caché son émetteur au vestiaire des Faisans. Mais le policier a trouvé dans sa valise une importante somme d'argent (65 000 francs). De plus, les billets n'étaient pas épinglés comme d'habitude par liasses de dix. « Alexandre » et Richard Heslop « Fabien » déclarent ne connaître Rake que de la veille. Or deux indices prouvent le contraire : les billets de Rake et ceux d'« Alexandre » sont numérotés à la suite ; et leurs cartes d'identité, supposées avoir été établies dans des villes différentes, sont écrites de la même main.
- Transfert des trois prisonniers à la prison de Castres. Le régime d'incarcération est beaucoup plus dur : isolement, privations, sévices.
- Novembre. Le 8, nouveau transfert au camp de Chambaran (Isère). Le 11, la Wehrmacht franchit la ligne de démarcation. Le directeur du camp, qui penche pour les alliés, libère alors les trois hommes. Rake part de son côté et réussit à passer en Espagne. Wilkinson et Richard Heslop « Fabien », sans papier et avec peu d'argent, le laissent aller de son côté (car ils le soupçonnent d'être à l'origine de leur arrestation), et reprennent leur chemin interrompu vers Angers. Ils rallient Le Puy à pied en trois jours, où ils retrouvent une connaissance d'« Alexandre », Jean Joulian, qui leur procure de faux papiers. Montant à Paris, Wilkinson retrouve son camarade d'entraînement William Grover-Williams, grâce auquel il peut rétablir le contact radio avec Londres. Le SOE, qui veut éviter qu'il revienne à Angers où il est trop connu, lui donne l'instruction d'installer un réseau à Nantes. De son côté, Richard Heslop « Fabien » s'installe dans la pension de famille ouverte par Yvonne, et reprend avec elle le groupe d'Angers, PRIVET.
- Repérés par la Gestapo, Richard Heslop « Fabien » se réfugie chez un de ses hommes et Yvonne rejoint « Alexandre » à Nantes.

1943.
- « Alexandre » vient souvent à Paris, car il ne dispose toujours pas d'un opérateur radio.
- Juin. Par l'intermédiaire du secrétaire du commissaire de Limoges qui a pris contact avec une amie d'enfance d'« Alexandre », ce dernier reçoit un appel à l'aide de deux de ses camarades qui seraient en grande difficulté. Il soupçonne un piège, mais ne veut pas rester sans agir. Richard Heslop « Fabien », qui est à Paris à ce moment-là, France Antelme « Renaud » son correspondant à Paris, et finalement Francis Suttill « Prosper » lui-même, adjurent « Alexandre » de ne pas aller au rendez-vous. Le 6, France Antelme « Renaud » et un autre membre du réseau, voient « Alexandre » et son amie d'enfance entrer dans le Café Le Globe, boulevard de Strasbourg, mais ne les voient pas ressortir : le café dispose d'une sortie discrète rue du Faubourg-Saint-Martin ! Ils ont été arrêtés. L'amie d'enfance mourra à Ravensbrück. « Alexandre » ne parlera jamais.

1944. Le 7 septembre, il est exécuté au camp de Mauthausen, en Autriche.

## Reconnaissance

### Distinctions
- France :  Croix de guerre 1939–1945 ;
- Royaume-Uni : Mentioned in Despatches

### Monuments
- En tant qu'un des 104 agents de la section F du SOE morts pour la France, Edward Wilkinson est honoré au mémorial de Valençay, Indre, France.
- Runnymede Memorial, Surrey, panneau 210